# François Lanusse

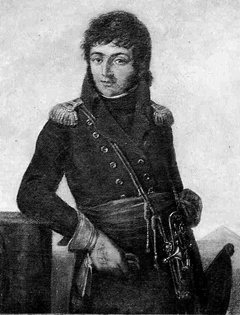
François Lanusse

François Lanusse (* 3. November 1772 in Habas; † 21. März 1801 bei Kanopus, Ägypten) war ein französischer Général de division.

## Leben
1792 trat Lanusse in die Armee ein und kämpfte bereits im darauffolgenden Jahr unter dem Befehl Generals Jacques François Dugommier in den Pyrenäen. Durch Mut und Tapferkeit wurde Lanusse mehrfach befördert.
Er schloss sich 1798 Napoleons Feldzug nach Ägypten an. Neben General Jacques-François Menou kämpfte er bei Kanopus (21. März 1801) und wurde sehr schwer verwundet. Der Arzt Dominique Jean Larrey musste ihm das rechte Bein amputieren doch in der Nacht vom 21. auf 22. März ist Dery seinen Verletzungen erlegen.

## Ehrungen
Sein Name findet sich am südlichen Pfeiler (25. Spalte) des Triumphbogens am Place Charles-de-Gaulle (Paris).